# Étang de Kercabus
L'étang de Kercabus est un plan d'eau situé sur la commune de Guérande, dans le département français de la Loire-Atlantique.

## Présentation
L'étang se situe à proximité du quartier de Bouzeray, dans le parc naturel régional de Brière. Il est inscrit sur le cours du fleuve côtier du Mès, en aval de l'étang du Cabinet et en amont de l'étang de Bouzaire. Il se trouve au sein d'une zone naturelle composée d'étangs et de zones humides reliés au bassin versant du Mès.

## Intérêt environnemental
La butte et l'étang de Kercabus font l'objet d'un inventaire ZNIEFF de type 1 sous la référence ZNIEFF 520006658

## Galerie

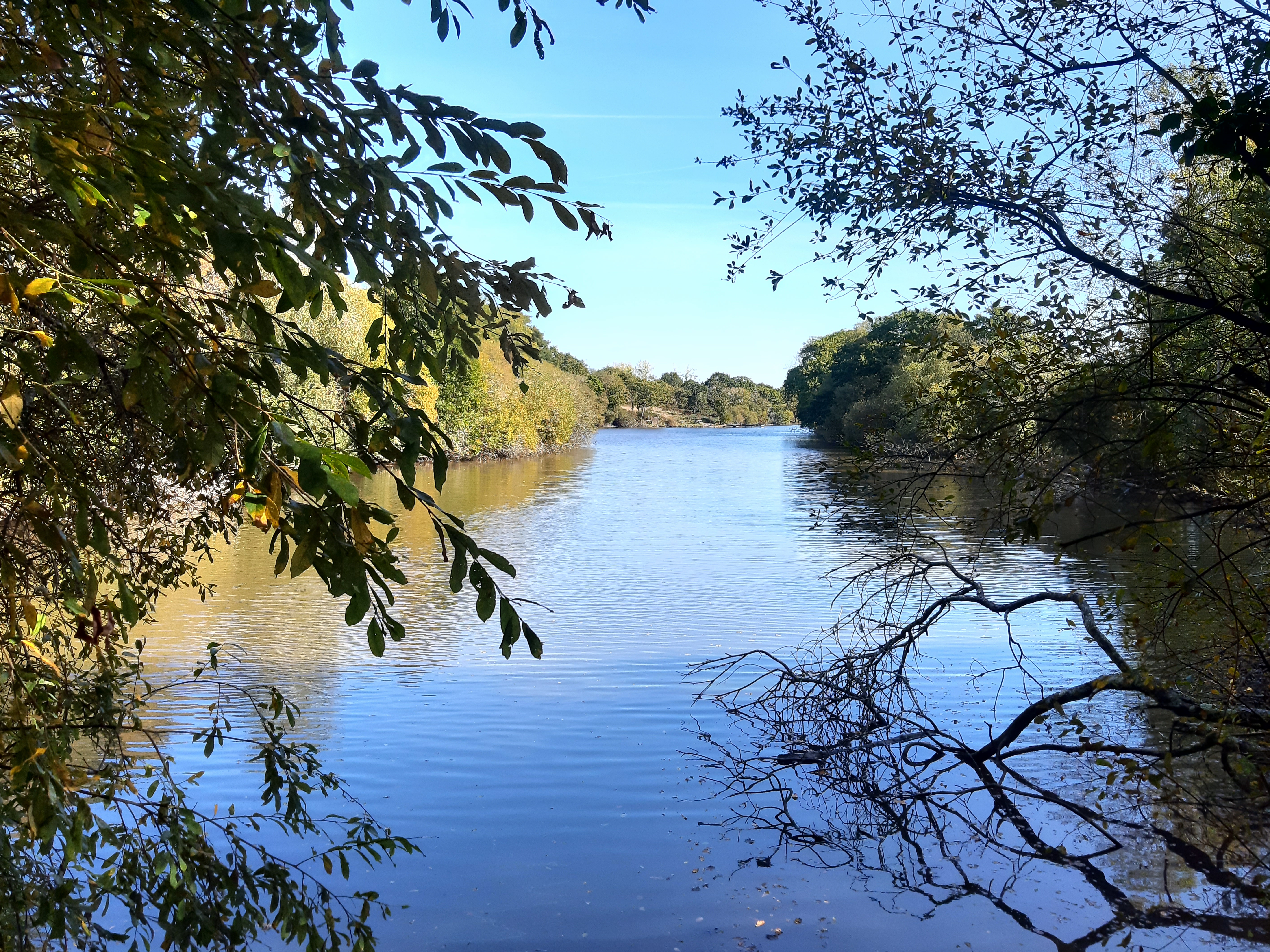
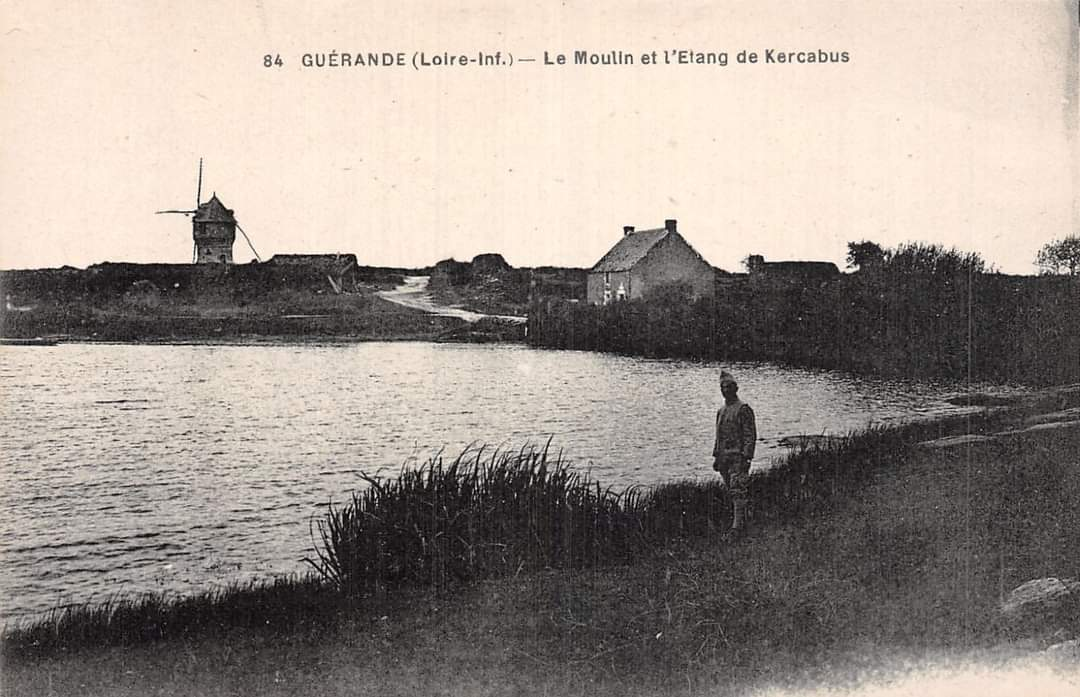
Carte postale ancienne du moulin et de l'étang de Kercabus.